# Ополовник сіроголовий
Ополовник сіроголовий (Aegithalos fuliginosus) — вид горобцеподібних птахів родини довгохвостосиницевих (Aegithalidae).

## Поширення
Ендемік Китаю. Ареал має форму півмісяця, простягується від півдня Ганьсу до північного сходу провінції Сичуань через південь Шаньсі, захід Хубею та північний захід Хунаню.

## Опис
Птах завдовжки 11,5 см, вагою 4-8 г. Тіло пухке з великою округлою головою, з коротким конічним дзьобом, загостреними крилами та довгим хвостом. Оперення кавового забарвлення, лише брови, горло, груди та черево білі, а боки сіро-коричневі. Лицьова маска сріблясто-сіра.

## Спосіб життя
Живе у змішаних помірних та субтропічних лісах, з переважанням ялини та верби та наявністю густого підліску. Трапляється у зграях до 40 птахів. Живиться дрібними комахами та павуками, а також дрібним насінням, плодами та ягодами.